# He Who Shall Not Bleed
He Who Shall Not Bleed (español:El que no sangrará) es el tercer álbum de la banda sueca Dimension Zero.

## Lista de canciones
1. "He Who Shall Not Bleed" – 2:25
2. "Unto Others" – 2:32
3. "A Paler Shade of White (A Darker Side of Black)" – 2:33
4. "Hell Is Within" – 3:02
5. "Red Dead Heat" – 1:57
6. "I Can Hear the Dark" – 3:11
7. "Going Deep" – 2:33
8. "Is" – 3:12
9. "Deny" – 3:30
10. "The Was" – 3:10
11. "Way to Shine" – 4:05
12. "Stayin' Alive" (Bee Gees cover) – 2:01
13. "Rövarvisan" – 1:30. Originalmente es una canción infantil escrita por Thorbjørn Egner inspirada en el libro People and Robbers of Cardemon Town)

## Integrantes
- Jocke Göthberg – voz
- Jesper Strömblad – guitarra, bajo
- Daniel Antonsson – guitarra
- Hans Nilsson – batería

- Producido por Arnold Lindberg y Dimension Zero